# Charlie Chan e il pappagallo cinese
Charlie Chan e il pappagallo cinese (titolo originale The Chinese Parrot) è uno dei romanzi polizieschi di Earl Derr Biggers. Appartiene al ciclo di Charlie Chan, l'investigatore di origine cinese in forza al dipartimento di polizia di Honolulu. Chan è noto per i suoi metodi investigativi pacati ed ispirati ai dettami di saggezza orientale. Questo romanzo è stato tradotto anche col titolo "Il pappagallo cinese".

## Personaggi
- Charlie Chan: sergente investigativo della polizia di Honolulu
- Alexander Eden: gioielliere della ditta "Meek & Eden"
- Bob Eden: figlio di Alexander Eden
- Sally Jordan: erede della fortuna Phillimore
- Victor Jordan: figlio di Sally Jordan
- P. J. Madden: magnate dell'industria del ferro
- Evelyn Madden: figlia di P. J. Madden
- Martin Thorn: segretario di P. J. Madden
- Tony: il pappagallo australiano di casa Madden
- Paula: "cerca esterni" per il cinema
- Will Holley: giornalista

## Trama
San Francisco, la signora Sally Jordan si trova nell'ufficio del suo amico e gioielliere Alexander Eden. La signora Jordan, trovandosi in momentanee difficoltà finanziarie è decisa a vendere la famosa collana di perle Phillimore. Per la vendita ha incaricato il suo amico Alexander Eden di trovargli un compratore. Il gioielliere è riuscito a trovare un compratore disposto a pagare una grossa cifra per la collana. Il compratore è P. J. Madden che la vuole comprare per regalarla a sua figlia Evelyn. Il compratore vuole che la collana gli venga consegnata a New York.
La collana è attualmente a Honolulu e arriverà a San Francisco, per nave, portata da Charlie Chan. Charlie Chan è stato, prima di arruolarsi in polizia e fare carriera, il capo cameriere della famiglia Jordan. Una volta arrivato a San Francisco Charlie Chan scende dalla nave con cui è arrivato, prende un taxi e si fa portare allo Stewar Hotel. Nell'Hotel lo stanno aspettando Alexander Eden e Sally Jordan per comunicargli che il compratore, P. J. Madden, li ha chiamati e ha chiesto che gli venga portata la collana nel suo ranch "Alfalfa" nel deserto.
Questo cambio di programma, sulla consegna della costosissima collana, non convince nessuno. Per questo motivo Alexander Eden chiede a suo figlio Bob e a Charlie Chan di andare alla villa, ubicata nel deserto, e consegnare la collana direttamente a P. J. Madden. Bob e Charlie Chan arrivano al paese vicino alla villa in treno. Una volta scesi decidono di investigare prima di consegnare la costosissima collana. Per questo motivo Charlie Chan si fa assumere come domestico orientale con il nome di Ah Kim.
Bob Eden si dirige alla villa da solo e chiede di vedere il padrone di casa. In villa trova il domestico Ah Kim che gli comunica che c'è qualche cosa che non lo convince. Prima di consegnare la collana, Ah Kim (alias Charlie Chan) chiede tempo per poter parlare con il pappagallo del magnate P. J. Madden. Il pappagallo è stato addestrato da un precedente domestico a parlare cinese. Quella notte un forte urlo squarcia il silenzio della notte. Dopo un primo momento di sbigottimento generale si scopre che, a lanciare quell'urlo, è stato il pappagallo.
Subito dopo tre episodi diversi infittiscono il mistero. Scoprono che una delle pistole della collezione di P. J. Madden è sparita misteriosamente. Il pappagallo Tony viene trovato morto, avvelenato con l'arsenico. Viene ritrovato, nel muro dietro un quadro, un foro di proiettile. Tutti questi indizi fanno sospettare che in questa casa sia avvenuto un delitto, anche se non c'è traccia di nessun cadavere.
Intanto, in paese, è arrivato Louie Wong, il precedente domestico di casa Madden. Per puro caso si incontra con Bob Eden che gli dà un passaggio in auto per arrivare al ranch di Madden. Una volta arrivati Bob Eden e Ah Kim scoprono che il povero Louie Wong è morto, pugnalato ad un fianco mentre era in auto.
Il romanzo continua con l'individuazione, in modo del tutto casuale, di un testimone oculare che dichiara di aver visto...

## Citazioni
- Nel capitolo 3 c'è un riferimento a una fantomatica "Bank of Italy".
- Nel capitolo 9 c'è un riferimento a Henry Ford, il costruttore automobilistico.
- Nel capitolo 17 c'è un riferimento a Sherlock Holmes e a due fantomatiche banche, la Federal Reserve Bank e la Garfield Bank.

## Edizioni
- Charlie Chan e il pappagallo cinese, traduzione di Caterina Longanesi, introduzione di Alberto Tedeschi, Collana L'Oscar del crimine n.405, Milano, Mondadori, 1972,  p. 264. - Collana I Classici del Giallo Mondadori n.1375, Mondadori, 2015.
- Il pappagallo cinese, traduzione di Massimiliana Brioschi, Collana Le grandi firme del giallo n.10, Milano, Garden Editoriale, 1992,  p. 288, ISBN 978-88-7983-079-9.
  -  Charlie Chan e il pappagallo cinese, traduzione di Massimiliana Brioschi, Collana Il Giallo economico classico n.4, Compagnia del Giallo, Roma, Newton Compton, aprile 1993,  p. 126. - Collana Grandi Maestri del Giallo, Newton Compton, 2004.